# Каликст I
Каликст I е римски папа пет години, от 20 декември 217 г. до 222 г., по време на управлението на римските императори Хелиогабал и Александър Север.
Той е измъчван за християнската си вяра и е канонизиран за светец от Римокатолическата църква. Тя чества Св. Каликст на 14 октомври.